# Preservation Island
Preservation Island ist eine flache und nur 207 Hektar große Insel im Südosten Australiens.
Die Insel liegt in der östlichen Bass Strait, südwestlich der Cape Barren Island und ist Teil der zu Tasmanien gehörenden Furneaux-Inselgruppe. Der Name „Rettungsinsel“ bzw. „Schutzinsel“ beruht auf dem Schiffbruch des Segelschiffes „Sydney Cove“, das am 8. Februar 1797 auf dem Weg von Kalkutta (Indien) nach Port Jackson, dem Hafen Sydneys, dort strandete, noch bevor die Insel überhaupt erst im Jahr 1798 im Zuge der Entdeckung der Bass Strait durch George Bass und Matthew Flinders offiziell entdeckt wurde.
In der Folgezeit wurde die Insel im frühen 19. Jahrhundert zum Hauptquartier für Robbenfänger wie James Munro, dem „King of the Eastern Straits“, die mit einigen Aborigines-Ehefrauen und ihren Kindern dort lebten.
Die Insel liegt in den Roaring Forties.